# Panamské průplavové pásmo
Panamské průplavové pásmo (anglicky Panama Canal Zone, španělsky Zona del Canal de Panamá) bylo území v Panamě, které bylo pod správou Spojených států amerických mezi roky 1904 a 1979. Sestávalo z Panamského průplavu a pásu země v šířce 5 mil na obě strany od osy této vodní cesty. Celková rozloha průplavového pásma byla 1 432 km², zahrnovala i vodní nádrže Gatún a Alajuela. Města Ciudad de Panamá a Colón však do průplavového pásma nepatřila.
Průplavové pásmo vzniklo na základě sepsání smlouvy Hay–Bunau-Varilla mezi nově nezávislou Panamou a USA 18. listopadu 1903 a rozdělilo teritorium Panamy na dvě části. Pásmo spravovaly Spojené státy až do roku 1979. Od tohoto roku území průplavového pásma bylo pod společnou kontrolou Panamy a USA. Nakonec roku 1999 přešel průplav i okolní půda pod suverenitu Panamy.
Během přítomnosti USA v průplavovém pásmu bylo toto území využíváno, kromě zajištění vodní dopravy, také pro dvě vojenské základny USA na obou koncích průplavu. K zajištění bezpečnosti lodní dopravy se USA zavázalo smlouvou Hay–Bunau-Varilla. Na podstatné části průplavového pásma se nachází panamské národní parky Camino de Cruces, Soberanía a Chagres.